# 国鉄リム1形貨車
国鉄リム1形貨車（こくてつリム1がたかしゃ）は、かつて日本国有鉄道（国鉄）に在籍した土運車である。

## 概要
戦前より増車第一で廃車はほとんど行われず進めてきた為、貨車形式数が増えていったなか戦後一段落した1950年（昭和25年）5月に「第二次貨車特別廃車」が行われる事になった。指定対象形式は全車廃車し形式数を減らす政策であった。この指定形式の中には土運車代用としている形式も含まれていた。この為トム13100形、トム13500形（共に指定対象形式）を種車として新形式であるリム1形の改造製作が1950年（昭和25年）度の単年度にて行われた。
改造工事は名古屋工場にて60両、盛岡工場にて60両の合計120両（リム1 - リム120）が9月末までに行われた。落成後は全車専属貨車に指定される事なく共通貨車として運用された。
車体塗色は黒一色であり、寸法関係は種車により違いがあるが一例として全長は7,792 mm、全幅は2,460 mm、全高は1,695 mm、自重は6.2 tである。
走り装置はシュー式であった為貨物列車の最高速度引き上げが行われた1968年（昭和43年）10月1日ダイヤ改正には対応できず1968年（昭和43年）に最後まで在籍した車両が廃車になり形式消滅した。